# Emmaus Stockholm
Emmaus Stockholm är en ideell, partipolitiskt och religiöst obunden solidaritetsorganisation. Det är en demokratisk förening med aktivt medlemskap där medlemmarna själva driver verksamheten. Det högsta beslutande organet är årsmötet som hålls under någon av årets första fem månader. Emmaus Stockholm arbetar för att bidra till en hållbar värld genom återanvändning där jordens resurser fördelas rättvist. 

## Historia
Emmaus Stockholm är en fristående organisation, men ingår i Emmausrörelsen som startades av fransmannen Abbé Pierre år 1949.
Emmaus Stockholm grundades på 1970-talet. Organisationen ingår i paraplyorganisationerna Praktisk Solidaritet, Emmaus Sverige, Emmaus Europa och Emmaus International. Emmaus Stockholms historia är präglad av stödet till befrielserörelser som kämpat för frigörelse från kolonialmakterna i Angola, Moçambique, Namibia, Sydafrika, Västsahara och Zimbabwe.  
Under flera år skickade Emmaus Stockholm, genom paraplyorganisationen Praktisk Solidaritet, kläder och konservburkar med makrill till de västsahariska flyktinglägren.

## Verksamhet
Emmaus Stockholm driver två butiker på Peter Myndes Backe 8, vid Slussen i Stockholm, en second hand-butik och en vintagebutik. Med insamlade medel från second hand-butikerna stödjer organisationen människor på flykt och människor vars mänskliga rättigheter kränks. 
Idag arbetar Emmaus Stockholm med samarbetspartners i Angola, Palestina och Västsahara, samt lokalt i Sverige med Nätverket Ingen människa är illegal. Deras främsta fokus är Västsaharas rätt till självbestämmande. Västsahara som är Afrikas sista koloni ockuperas av grannlandet Marocko sedan mitten av 70-talet. Hälften av befolkningen tvingades fly till öknen i Algeriet, där de än i dag bor i flyktingläger och är beroende av humanitärt stöd. Den andra hälften av befolkningen bor kvar i det ockuperade territoriet där de lever under förtryck från den marockanska regimen. 
Emmaus Stockholm arbetar, genom informationsspridning och påverkansarbete, bland annat för att Sverige och EU ska sluta handla med ockupationsmakten Marocko, som i dagsläget plundrar västsaharierna på deras naturresurser utan västsahariernas samtycke. EU ingår fiske- och handelsavtal med Marocko där västsahariska produkter inkluderas trots att EU-domstolen i flera domar bekräftat att Marocko inte har någon suveränitet över Västsahara och att EU och Marocko därför inte har någon rätt att sluta avtal gällande Västsahara. 
Organisationen arbetar även aktivt med hållbar utveckling. De strävar efter en omställning till cirkulär ekonomi och arbetar för att öka andelen insamlade varor som återbrukas och återvinns i Sverige och för att öka kunskapen om den cirkulära ekonomins fördelar. 
Organisationen är medlem i Forum Syd och CONCORD Sverige och är en del av nätverket Schyssta Pensioner.

## Finansiering
Emmaus Stockholms verksamhet finansieras av det ekonomiska överskottet från second hand-butikerna, samt genom stöd från Forum Syd och genom donationer. Organisationen har ett 90-konto.

## Namnbyte
Under 2023 bytte Emmaus namn till Arikel2, med en dubbeltydig association: dels till artikel 2 i FN's deklaration av de mänskliga rättigheterna, dels till att artiklar (d.v.s. "prylar") ska kunna användas mer än en gång.